# Засопка
Засо́пка (рос. Засопка) — село у складі Читинського району Забайкальського краю, Росія. Адміністративний центр та єдиний населений пункт Засопкинського сільського поселення.

## Населення
Населення — 3599 осіб (2010; 2011 у 2002).
Національний склад (станом на 2002 рік):
- росіяни — 94 %